# 6219 Demalia
6219 Demalia (1978 PX2) là một tiểu hành tinh vành đai chính được phát hiện ngày 8 tháng 8 năm 1978 bởi Chernykh, N. S. ở Nauchnyj.